# Robert Ritter

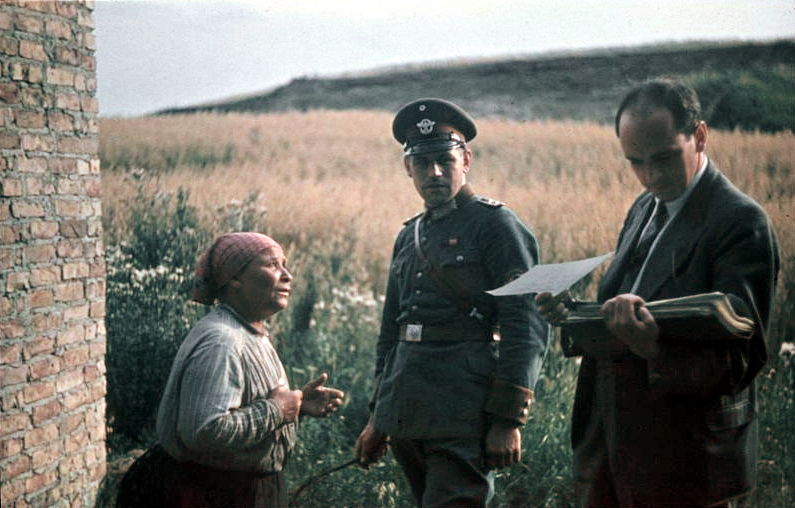
Uma mulher cigana com um oficial alemão e o psicólogo nazista Dr. Robert Ritter (à direita).

Robert Ritter, Ph.D. (Aachen, 14 de maio de 1901 — 15 de abril de 1951) foi um psicólogo e médico alemão, mais conhecido por seu trabalho relacionado com populações ciganas e que contribuíram para medidas repressivas contra esta etnia.
Nascido em Aachen, Ritter recebeu seu doutorado em psicologia educacional na Universidade de Munique em 1927. Continuando seus estudos em psicologia infantil, Ritter recebeu seu doutorado em medicina na Universidade de Heidelberg, em 1930.

## Holocausto
Em 1936, Ritter foi nomeado para chefiar a recém-criada Estação de Pesquisa Biológica Eugênica e Populacional do Departamento de Saúde e Saneamento do Reich. Em 1941, sua pesquisa sobre os ciganos levou a forças do Eixo a executar uma política de genocídio contra eles. Ritter, em seguida, tornou-se chefe do recém-criado Instituto Biológico Criminal do Departamento Central de Segurança do Reich. A equipe de pesquisadores de Ritter incluía vários cientistas jovens, como Eva Justin, Adolf Würth e Sophie Ehrhardt.
Após a guerra, Ritter foi contratado como psicólogo para o Serviço de Saúde Pública de Frankfurt, juntamente com Eva Justin. Em 1948, a pedido de ciganos sobreviventes ao Porajmos, o escritório do promotor em Frankfurt abriu um inquérito sobre as atividades de Ritter durante a era nazista. O caso foi encerrado em 1950, com o fundamento de insuficiência de provas.
Ritter morreu em 15 de abril de 1951, em uma clínica psiquiátrica Hohemark, em Oberursel, por complicações devido a pressão arterial elevada. Outros estudos dizem que ele cometeu suicídio.